# Wimbledon 2012 (turniej legend mężczyzn)
Wimbledon 2012 - turniej legend mężczyzn – zawody deblowe legend mężczyzn, rozgrywane w ramach trzeciego w sezonie wielkoszlemowego turnieju tenisowego, Wimbledonu. Zmagania miały miejsce pomiędzy 3 a 7 lipca na londyńskich kortach All England Lawn Tennis and Croquet Club.

## Drabinka

#### Klucz
- w/o – walkower
- k – krecz
- d – dyskwalifikacja
- Q – kwalifikant
- WC – dzika karta
- LL – szczęśliwy przegrany
- Alt – zawodnik zastępczy
- PR – ochrona rankingu
- SE – specjalna przepustka
- ITF – ranking ITF
- JE – ranking juniorski

### Faza finałowa
|  |       |                                   |    |   |    |
|  | Finał |                                   |    |   |    |
|  |       |                                   |    |   |    |
|  |       |                                   |    |   |    |
|  |       |                                   |    |   |    |
|  |       | Greg Rusedski Fabrice Santoro     | 63 | 6 | 11 |
|  |       | Greg Rusedski Fabrice Santoro     | 63 | 6 | 11 |
|  |       | Thomas Enqvist Mark Philippoussis | 7  | 4 | 9  |
|  |       | Thomas Enqvist Mark Philippoussis | 7  | 4 | 9  |
|  |       |                                   |    |   |    |

### Faza początkowa

#### Grupa A
|  |                                 | Jacco Eltingh Paul Haarhuis | Justin Gimelstob Todd Martin | Goran Ivanišević Cédric Pioline | Greg Rusedski Fabrice Santoro | Mecze W–L | Sety W–L | Gemy W–L | Miejsce |
|  | Jacco Eltingh Paul Haarhuis     |                             | 6:4, 6:4                     | 6:2, 6:3                        | 5:7, 6:2, 7–10                | 2–1       | 5–2      | 35–23    | 2.      |
|  | Justin Gimelstob Todd Martin    | 4:6, 4:6                    |                              | 3:6, 6:7(4)                     | 5:7, 4:6                      | 0–3       | 0–6      | 26–38    | 4.      |
|  | Goran Ivanišević Cédric Pioline | 2:6, 3:6                    | 6:3, 7:6(4)                  |                                 | 3:6, 4:6                      | 1–2       | 2–4      | 25–33    | 3.      |
|  | Greg Rusedski Fabrice Santoro   | 7:5, 2:6, 10–7              | 7:5, 6:4                     | 6:3, 6:4                        |                               | 3–0       | 6–1      | 35–27    | 1.      |

#### Grupa B
|  |                                   | Jonas Björkman Todd Woodbridge | Thomas Enqvist Mark Philippoussis | Wayne Ferreira Chris Wilkinson | Richard Krajicek Mark Petchey | Mecze W–L | Sety W–L | Gemy W–L | Miejsce |
|  | Jonas Björkman Todd Woodbridge    |                                | 5:7, 2:6                          | 4:6, 6:1, 10–12                | 6:2, 4:6, 10–8                | 1–2       | 3–5      | 28–29    | 2.      |
|  | Thomas Enqvist Mark Philippoussis | 7:5, 6:2                       |                                   | 6:3, 6:4                       | 6:3, 6:4                      | 3–0       | 6–0      | 37–21    | 1.      |
|  | Wayne Ferreira Chris Wilkinson    | 6:4, 1:6, 12–10                | 3:6, 4:6                          |                                | 6:4, 1:6, 6–10                | 1–2       | 3–5      | 22–33    | 4.      |
|  | Richard Krajicek Mark Petchey     | 2:6, 6:4, 8–10                 | 3:6, 4:6                          | 4:6, 6:1, 10–6                 |                               | 1–2       | 3–5      | 26–30    | 3.      |

## Pula nagród
| Runda                    | Pieniądze (£) |
| Zwycięzcy                | 19 000        |
| Finaliści                | 16 000        |
| Drugie miejsce w grupie  | 13 000        |
| Trzecie miejsce w grupie | 12 000        |
| Czwarte miejsce w grupie | 11 000        |